# Oh Lucy!
Pour plus de détails, voir Fiche technique et Distribution.
Oh Lucy! est une comédie dramatique américano-japonaise réalisée par Atsuko Hirayanagi et sortie en 2017.

## Synopsis
Setsuko, une femme solitaire vivant à Tokyo décide de suivre un cours d'anglais où elle découvre son alter ego, Lucy.

## Fiche technique
- Titre : Oh Lucy!
- Réalisation : Atsuko Hirayanagi
- Scénario : Atsuko Hirayanagi et Boris Froumine
- Photographie : Paula Huidobro
- Montage : Kate Hickey
- Costumes :
- Décors : Norifumi Ataka et Jason Hougaard
- Musique : Erik Friedlander
- Producteur : Han West, Yuki Kito, Jessica Elbaum (en) et Atsuko Hirayanagi
  - Coproducteur : Katsuhiro Tsuchiya
  - Producteur délégué : Razmig Hovaghimian, Adam McKay, Will Ferrell et Meileen Choo
- Production : Gloria Sanchez Productions, Meridian Content et Matchgirl Pictures
  - Coproduction : NHK
- Distribution : Nour Films
- Pays d’origine :  Japon et  États-Unis
- Genre : Comédie dramatique
- Durée : 95 minutes
- Dates de sortie :
  - France : 
    - 22 mai 2017 (Cannes 2017)
    - 31 janvier 2018 (en salles)

  - Royaume-Uni : 21 septembre 2017
  - États-Unis : 
    - 7 octobre 2017 (Hamptons)
    - 16 février 2018 (en salles)

## Distribution
- Shinobu Terajima : Setsuko / Lucy
- Josh Hartnett : John
- Kaho Minami : Ayako
- Kōji Yakusho : Komori / Tom
- Shiori Kutsuna : Mika
- Megan Mullally : Hannah
- Reiko Aylesworth : Kei
- Liz Bolton : Nancy

## Sortie

### Accueil critique
En France, le site Allociné recense une moyenne des critiques presse de 2,8/5, et des critiques spectateurs à 3,6/5.